# Мирча Луческу
Мирча Луческу (на румънски: Mircea Lucescu) е бивш румънски футболист и бивш треньор.
Начело на украинския Шахтьор (Донецк) през 2009 г. печели последното издание на Купа на УЕФА. Като футболист има 250 мача за Динамо (Букурещ) и 74 за Националния отбор на Румъния. Като треньор е водил още отборите на Корвинул Хунедоара, Румънския Национален отбор, Динамо (Букурещ), Пиза, Бреша, Реджиана, Рапид (Букурещ), Интер, Галатасарай и Бешикташ.

## Успехи

### Като състезател
Динамо Букурещ
- Шампион на Румъния (6): 1964, 1965, 1971, 1973, 1975, 1977
- Носител на Купата на Румъния (1): 1968

 Корвинул Хунедоара
- Шампион на втора дивизия (1): 1980

### Като треньор
Динамо Букурещ
- Шампион на Румъния (1): 1989/90
- Носител на Купата на Румъния (2): 1985/86, 1989/90
- Полуфиналист в турнира за КНК (1): 1990

 Бреша
- Шампион на Серия Б (1): 1991/92
- Носител на Англо-италианската купа (1): 1993/94

 Рапид Букурещ
- Шампион на Румъния (1): 1998/99
- Носител на Купата на Румъния (1): 1997/98
- Суперкупа на Румъния (1): 1999

 Галатасарай
- Носител на Суперкупата на УЕФА (1): 2000
- Шампион на Турция (1): 2001/02

 Бешикташ
- Шампион на Турция (1): 2002/03

 Шахтьор Донецк
- Носител на Купата на УЕФА (1): 2008/09
- Шампион на Украйна (8): 2004/05, 2005/06, 2007/08, 2009/10, 2010/11, 2011/12, 2012/13, 2013/14
- Носител на Купата на Украйна (6): 2003/04, 2007/08, 2010/11, 2011/12, 2012/13, 2015/16
- Носител на Суперкупата на Украйна (7): 2005, 2008, 2010, 2012, 2013, 2014, 2015

 Зенит Санкт Петербург
- Носител на Суперкупата на Русия (1): 2016

 Динамо Киев
- Шампион на Украйна (1): 2020/21